# Lelczyce
Lelczyce (biał. Лельчыцы) – osiedle typu miejskiego na Białorusi w obwodzie homelskim. Stolica administracyjna rejonu lelczyckiego; 10,6 tys. mieszkańców (2010).

## Historia
Prywatne miasto duchowne położone było w końcu XVIII wieku we włości ubarckiej w powiecie mozyrskim województwa mińskiego.
Podczas okupacji hitlerowskiej, w lecie 1941 roku Niemcy utworzyli getto dla żydowskich mieszkańców. Przebywało w nim około 700 osób. W listopadzie 1942 roku Niemcy zlikwidowali getto, a Żydów zamordowali. 